# Монтгомъри (окръг, Тенеси)
Вижте пояснителната страница за други населени места с името Монтгомъри.
Окръг Монтгомъри (на английски: Montgomery County) е окръг в щата Тенеси, Съединени американски щати. Площта му е 1409 km², а населението – 134 768 души (2000). Административен център е град Кларксвил.